# Sonia Bermúdez
Sonia Bermúdez (ur. 18 listopada 1984 w Madrycie) – hiszpańska piłkarka, grająca na pozycji napastnika.

## Kariera piłkarska

### Kariera klubowa
Wychowanka Butarque. Rozpoczęła karierę piłkarską w Pozuelo. W 2002 została piłkarką Estudiantes Huelva. Potem występowała w CE Sabadell i Rayo Vallecano. Latem 2011 została zaproszona do Barcelony. W 2014 broniła barw amerykańskiego Western New York Flash, po czym wróciła do Barcelony. W maju 2015 podpisała kontrakt z Atlético Madrid. Latem 2018 przeniosła się do Levante UD.

### Kariera reprezentacyjna
W 2008 debiutowała w narodowej reprezentacji Hiszpanii. Wcześniej broniła barw juniorskiej reprezentacji U-19.

## Sukcesy i odznaczenia

### Sukcesy piłkarskie
reprezentacja Hiszpanii
- zwycięzca Algarve Cup: 2017

Rayo Vallecano
- mistrz Hiszpanii: 2008/09, 2009/10, 2010/11
- zdobywca Pucharu Hiszpanii: 2008

FC Barcelona
- mistrz Hiszpanii: 2011/12, 2012/13, 2013/14, 2014/15
- zdobywca Pucharu Hiszpanii: 2013, 2014

Atlético Madrid
- mistrz Hiszpanii: 2016/17, 2017/18
- zdobywca Pucharu Hiszpanii: 2016

### Sukcesy indywidualne
- królowa strzelców Primera División: 2011/12 (38 goli), 2012/13 (27 goli), 2013/14 (28 goli), 2014/15 (22 goli)